# Редвальд
Редвальд (давн-англ. Rædwald, Redwald, ? — 624) — король Східної Англії у 593—624 роках. Був першим королем Східної Англії, про якого збереглися достовірні відомості в першоджерелах.

## Життєпис
Походив з династії Вуффінгів. Син Титіли, короля Східної Англії. Про дату народження нічого невідомо. У 593 році після смерті батька успадкував трон.
Напочатку правління одружився з якоюсь представницею Кентської династії. У результаті Редвальд потрапив під вплив Етельберта I, короля Кенту.
Між 597 та 604 роками Редвальда було хрещено Августином, архієпископом Кентерберійським. Король Східної Англії дозволив Августину побудувати церкву в Елі близько 605 року. Однак ні дружина Редвальда, ні інші англи християнства не прийняли. Редвальда відрізняла віротерпимість. За хроніками у нього в храмі було два вівтаря: один для християнських обрядів, а інший — для поганських.
Близько 616 року Редвальд прихистив у себе Едвіна, вигнаного спадкоємця королівства Дейра. Суперник останнього Етельфріт, король Нортумбрії, запропонував Редвальду багаті дари, якщо той уб'є Едвіна або видасть його послам, і спочатку король погодився. Проте королева переконала Редвальда, що не до честі віддавати за гроші того, хто йому довірився. Редвальд відмовив послам у видачі Едвіна і став готуватися до війни. Швидко зібравши наявні сили, Редвальд рушив на північ, не давши Етельфріту часу на підготовку до оборони. Армія східних англів була розділена на три частини. Однією командував сам Редвальд, іншою — його син Регенер, а третьою — Едвін. Регенеру, висунутому вперед, було доручено захопити якийсь важливий прохід, але він, не бажаючи ні з ким ділитися славою, самостійно вдерся до власне Нортумбрії, де Етельфріт розбив його. Після цього Редвальд і Едвін напали на Етельфріта. Битва між військами Східної Англії та Нортумбрії відбулася на східному березі річки Айдл, між Гейнсборо і Ботру. В ній Редвальда здобув повну перемогу, а Етельфріт загинув, його сини бігли до Піктії та Дал Ріади, а трони Нортумбрії дістався Едвіну.
616 року померли Етельберт I, король Кенту, і Себерт, король Ессексу, і влада в цих королівствах перейшла до поган. Багато священиків втекли до королівства франків, а Кентерберійська єпархія фактично перестала функціювати. Редвальд на деякий час залишився єдиним християнським королем у Британії. Він доклав чимало зусиль для збереження християнства серед англосаксів. До 620 року було відновлено християнство в Кенті, збережено в Нортумбрії, Водночас він скористався послабленням усіх сусідів для встановлення власної гегемонії. Під його впливом опинилася Нортумбрія, де панував Едвін, Кент, Ессекс та Сассекс. Беда Преподобний приписує Редвальду титул Rex Anglorum (король Англії) і включив його до переліку imperium, тобто верховних володарів англосаксів. На списку imperium Беди засновано список бретвальда «Англосаксонської хроніки».
У 617 році зробив своїм співправителем брата Ені. напевне зростаючий обсяг влади потребував покращення управління. У цьому Редвальду допоміг брат. Утім у 618 році Ені помер. Редвальд вважається засновником порту Гіпесвіч (сучасний Іпсвіч), який став важливим місцем торгівлі з Європою. Це в свою чергу збільшило надходження коштів до королівської скарбниці.
Редвальд помер близько 624 року. На думку низки дослідників, місцем поховання Редвальда є курган у Саттон-Гу, де було виявлено багато англських поховань, зокрема дуже багатих. Владу успадкував другий син Еорпвальд.

## Родина
- Регенер (д/н—616), військовик Східної Англії
- Еорпвальд
- Рікберт, король Східної Англії у 627—629 роках
- Сігеберт, король Східної Англії у 629—634 роках